# Fakulteta za socialno delo v Ljubljani
Fakulteta za socialno delo (kratica FSD) je fakulteta, ki je članica Univerze v Ljubljani.

## Organizacija
- Katedra za občo teorijo pomoči v socialnem delu
- Katedra za praktični pouk socialnega dela
- Katedra za organizacijo, skupnostno socialno delo in raziskovanje v socialne delu
- Katedra za družboslovne in pravne predmete
- Katedra za socialno delo na področju duševnega zdravja
- Katedra za socialno delo na področju skupnostne skrbi